# Đồng Nhân, Hoàng Nam
Đồng Nhân (tiếng Trung: 同仁市; bính âm: Tóngrén Shì, chữ Tạng: ཐུང་རེན་རྫོང་; Wylie: thung ren rdzong; ZWPY: tungrên) là một thành phố cấp huyện thuộc châu tự trị dân tộc Tạng Hoàng Nam, tỉnh Thanh Hải, Trung Quốc. 75% cư dân trong thành phố là người Tạng Kinh tế chủ yếu phụ thuộc vào nông nghiệp và ngành khai thác nhôm.

### Trấn
- Rongwo (隆务镇, Long Vụ)
- Bao’an (保安镇, Bảo An)

### Hương
| - Loinqê (兰采乡, Lan Thái) - Xopongxi (双朋西乡, Song Bằng Tây) - Zainmo (扎毛乡, Trát Mao) - Hornag (黄乃亥乡, Hoàng Nãi Hợi) - Qukog (曲库乎乡, Khúc Khố Hồ) | - Nyaintog (年都乎乡, Niên Đô Khố) - Dowa (多哇乡, Đa Oa) - Gyaiwo (瓜什则乡, Qua Thập Tắc) - Garzê (加吾乡, Gia Ngô) |